# Oporophylla ustulata
Oporophylla ustulata là một loài bướm đêm trong họ Noctuidae.